# 卡尔滕基兴
卡尔滕基兴是德国石勒苏益格－荷尔斯泰因州的一个市镇。总面积23.11平方公里，总人口20104人，其中男性9881人，女性10223人（2011年12月31日），人口密度870人/平方公里。